# Phthonoloba normis
Phthonoloba normis är en fjärilsart som beskrevs av George Francis Hampson 1895. Phthonoloba normis ingår i släktet Phthonoloba och familjen mätare. Inga underarter finns listade i Catalogue of Life.